# Curso de Filosofia Positiva
O Curso de filosofia positiva (em francês:  Cours de philosophie positive) foi a principal obra do filósofo e sociólogo francês Augusto Comte, uma das personalidades filosóficas mais célebres do século XIX, que também foi fundador do positivismo. Sua obra trata de responder aos avanços da ciência, propondo que esta servisse para melhorar não apenas a soma do conhecimento humano, mas a sociedade como um todo. Iniciado em 1830, o Curso terminou em 1842, doze anos depois; foi publicado em seis volumes. Seu trabalho reúne precisamente as lições de um curso que o autor deu em 1829 e 1830 no Ateneo Real de Paris.

## Contexto histórico
Isidore Auguste Marie François Xavier Comte (19 de janeiro de 1798 — 5 de setembro de 1857) nasceu em Montpellier, França. Seus pais foram Luis Augusto Comte e Rosalia Boyer. Desde a sua infância sempre rejeitou o catolicismo e as doutrinas monárquicas. Mais tarde, em 1814, com seus dezesseis anos completos, ingressou na Escola Politécnica de Paris, instituto que aderiu à divulgação dos ideais estabelecidos na Revolução Francesa, de onde acabou expulso pelas autoridades, acusado de indisciplina e republicanismo, além de ter coordenado uma revolta estudantil em 1816. Após este fato inesperado, Comte dedicou-se basicamente ao estudo dos pensadores do século XVIII e de seus contemporâneos, e continuou seus estudos na Faculdade de Medicina de Montpelier. Alguns anos mais tarde, conheceu o teórico Claude Henri de Rouvroy, conde de Saint-Simon, de quem foi discípulo e secretário pessoal. A obra de Comte teve forte influência de Simon; no entanto, devido a um desentendimento, a boa relação entre os dois terminou no ano de 1824. O motivo disso foi um plágio por parte do conde, que se colocou como autor da obra Os Opúsculos.
Em 1826, Comte inaugurou um curso de filosofia positiva em sua casa, em Paris, onde frequentavam alguns de seus discípulos. O primeiro volume de seu Curso foi publicado em 1830 e continha dezoito lições sobre matemática. Em 1836, surgiu a segunda parte da obra, abrangendo as lições desde a dezenove até a trinta e quatro, as quais analizavam a física e a astronomia. Mais tarde, no ano de 1838, escreveu o terceiro volume, cujas lições iam desde a de número trinta e cinco até a quarenta e cinco, que tinham como tema fundamental uma análise sobre química e biologia. O quarto volume, datado de 1839, continha as lições de 46 a 51, que, segundo Comte, explicam a necessidade de "uma física sobre a sociedade", denominada atualmente de sociologia, da qual é o fundador. Finalmente, em 1842, surgem os dois últimos volumes, que continham desde a lição 56 até a sessenta, que se referem à dinâmica social.
Comte fundou o positivismo, uma corrente filosófica que estabelecia que o que não é provado pela própria experiência não pode ser considerado como válido. Esta corrente questionava toda afirmação científica que carecia de evidências sólidas, refutando as teorias cujo alcance estivesse além do concreto e do provável. Além disso, sustentava que as ciências deviam se focar no desenvolvimento do ser humano, do conhecimento e da sociedade em sua totalidade. Sobre estas mesmas ideias, Comte fundamentou seu conceito dos três estados: o teológico, o metafísico e o positivo ou científico. O primeiro consiste numa espécie de "infância" da humanidade, no qual é necessário formular perguntas sem resposta, e tratar de respondê-las com base em fenômenos sobrenaturais, como a presença de deuses. Neste estado existe uma união social pela fé, não se fabricam guerras entre os integrantes de um povo. No segundo estado, elimina-se a ideia do sobrenatural e trata-se de responder a essas perguntas com base na ciência. O estado positivo é a ruptura com os dois anteriores, no qual predomina a espiritualidade e a ideia de que a ciência foi criada para ajudar a humanidade, onde já não há nenhum tipo de agressão, pois tudo seria focado no progresso. Essas ideias são compatíveis com o lema do positivismo, que é "O Amor por princípio e a Ordem por base; o Progresso por fim".
Nos seus últimos anos de vida, Comte criou a religião positivista. Nela, vê-se a figura de Deus substituída pela Humanidade, composta por todos os homens, inclusive pelos defuntos e pelos que ainda não nasceram, mas, principalmente, pelos gênios que contribuíram para o progresso da sociedade. Disse Comte sobre sua religião: "A humanidade substitui perfeitamente a Deus, sem se esquecer jamais de seus serviços provisórios".
Comte faleceu em 5 de setembro em Paris. Antes de sua morte, acreditava-se que sofria de demência, porém não há provas para confirmar isso.

## Conteúdo
O conteúdo do Curso, publicado em forma de seis volumes no período que compreende os anos de 1830 a 1842, resume os princípios básicos do positivismo (daí o seu nome) e a teoria dos três estados. O positivismo, escreveu Comte, "reconhece, como regra fundamental, que toda proposição que não seja estritamente redutível ao simples enunciado de um fato, particular ou geral, não pode oferecer nenhum sentido real ou inteligível".  O positivismo, ou o "positivo', não é contrário ao "negativo", mas sim que a palavra deriva-se do radical latino "positum" (local, dado). Resumidamente, afirma que na realidade existe uma ordem única com tendência ao progresso indefinido da sociedade.
A Lei dos três estados, formulada por Comte entre 1830 e 1842, é considerada por ele como "a lei para organizar a sociedade, os princípios sobre os quais ela se assentaria". Esta afirmação é justificada pela ideia do que Comte fez com seu positivismo, que foi criar o conceito de sociologia e desenvolver o pensamento científico e o método de observação, buscando sempre a total objetividade.
No primeiro estado, o teológico ou religioso, existe uma necessidade do homem de explicar qualquer fato com base em agentes sobrenaturais e milagrosos. Este estado é o de ignorância, no qual a sociedade permanece unida pela fé, e não existem dúvidas nem diferença de conceitos. Defendia-se que as sociedades obsoletas manteriam esse sistema.
O estado teológico subdivide-se em mais três etapas, a saber:
- Fetichismo: o homem personifica os objetos materiais e lhes atribui poderes mágicos e capacidades humanas;
- Politeísmo: essas personificações passam a se transformar em divindades fantásticas, com atributos especiais (deuses do fogo, da terra, do vento, etc);
- Monoteísmo: é a etapa superior, onde todas essas deidades se resumem em uma só, que é Deus. Neste estado predomina a imaginação, e corresponde à infância da humanidade. Não existe dúvida de que este estado tem um papel de suma importância na história universal.[15]

Ao nascer o método de observação, o estado teológico se dissolve, dando início ao metafísico. Nele, o homem observa o meio que o rodeia, a natureza, tratando de responder suas perguntas misteriosas através de questões científicas e divagações metafísicas. Neste estado, há uma diferença de conceitos, que gera uma crise política e social devido às diferenças de interpretação na busca do significado. Segundo Comte, a única função do estado metafísico é a de dissolver as crenças do campo teológico. É basicamente um estado de transição entre ambos, razão pela qual tenta-se explicar o desconhecido e o irreconhecível por meio de entidades abstratas e metafísicas. A metafísica explica a natureza dos seres, sua essência e suas causas por meio da biologia, química ou física. O conceito de Deus, neste estado, é substituído pelo de natureza como objeto de estudo.
Finalmente, no estado positivo ou científico, o homem nega totalmente a razão e se adequa à realidade, sem questionar nenhum fato e anulando a filosofia. Neste estado, só existe a objetividade, pois se baseia no que é comprovável só pela experiência do indivíduo ou de outros. Esta objetividade só poderia ser a base da organização social, já que se as normas são abordadas do ponto de vista neutro e lógico, sem questionar nada, a sociedade se manteria unida, além do que as leis seriam universais. Segundo Comte:
O positivismo é composto na sua essência de uma filosofia e de uma política, necessariamente inseparáveis, com uma formando a base, e a outra o fim de um mesmo sistema universal, no qual a inteligência e a sociabilidade se encontram intimamente combinadas. Por um lado, a ciência social não é só a mais importante de todas, mas, acima de tudo, proporciona o único laço, ao mesmo tempo lógico e científico, que, desde já, suporta o conjunto de nossas contemplações reais. E, por outro lado, à medida em que o curso natural dos acontecimentos caracteriza a grande crise moderna, a reorganização política se apresenta cada vez mais como necessariamente impossível sem a reconstrução precedente das opiniões e dos costumes. Uma sistematização real de todos os pensamentos humanos constitui, pois, nossa primeira necessidade social, analogamente referente à ordem e ao progresso.
Mais adiante, Comte realiza uma descrição detalhada de cada ciência e sua utilidade, denominada hierarquia enciclopédica, considerando a matemática a maior delas e a filosofia a inferior.
Em suma, o que a filosofia positiva de Augusto Comte busca é uma reorganização social, política e econômica dentro do contexto social da revolução industrial.

## Análise
A obra de Comte não recebeu muitas críticas de seus contemporâneos, porém atualmente é tema de debate para algumas pessoas licenciadas em filosofia. Como toda obra, foi rejeitada por uns e elogiadas por outros, já que pretendia sistematizar os saberes mais importantes de seu tempo e lançar as bases para uma reforma radical do conhecimento. Convém recordar que Comte escreveu sua obra num período de grande dinamismo na história da França, onde continuavam vigentes os ideais da Revolução Francesa. Encontra-se revestida de um caráter utópico e supõe uma reforma dos conhecimentos filosóficos convencionais, colocando a objetividade acima de qualquer outra coisa.
Esta obra de Comte foi considerada o "romance da ciência" devido aos ideais que sua filosofia sustentava, focados no desenvolvimento das ciências, a fim de reunir todo o conjunto de conhecimento humano, mas sempre através do conhecimento objetivo, nunca pelo ponto de vista de cada pessoa e nem pelas divagações teológicas ou metafísicas.